# Ptyoptila matutinella
Ptyoptila matutinella là một loài bướm đêm thuộc họ Oecophoridae. Nó được tìm thấy ở Úc.

## Hình ảnh

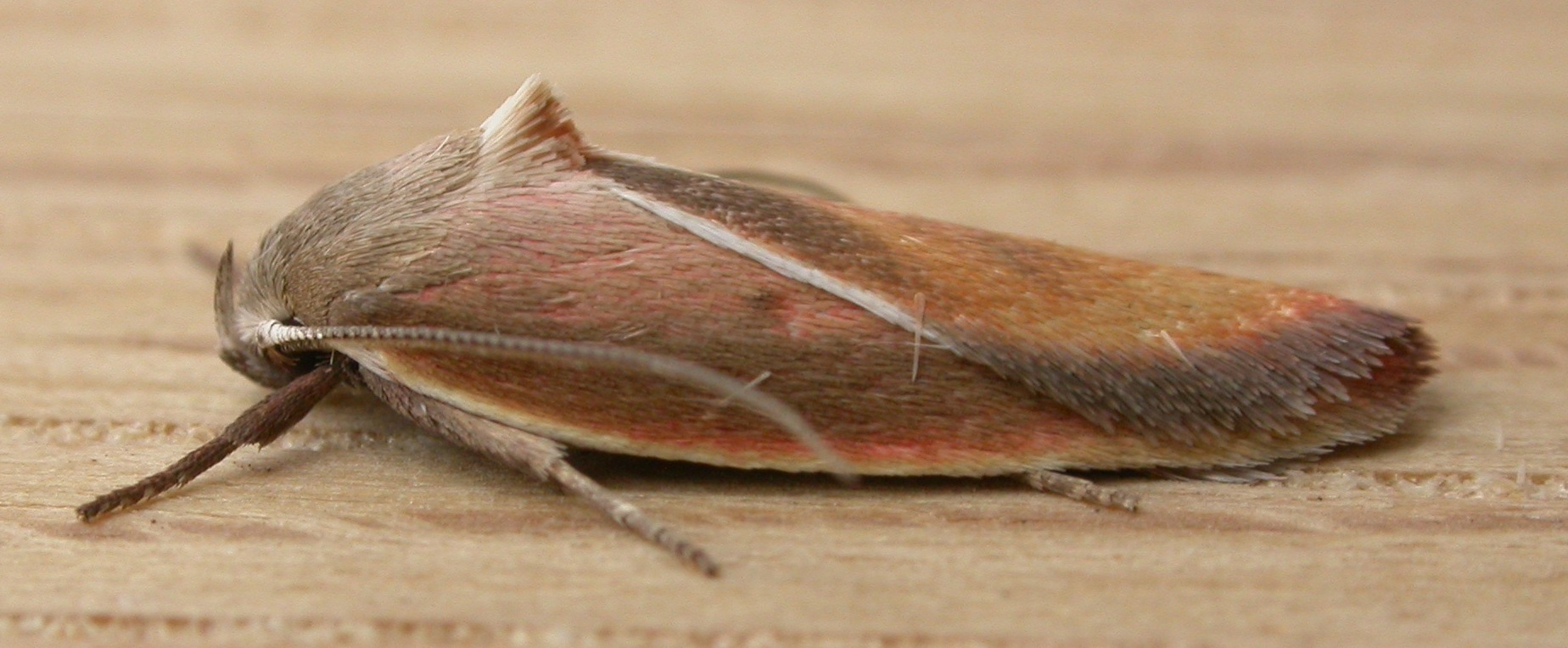